# Eschborn-Frankfurt 2019
De 57e editie van Eschborn-Frankfurt – ook bekend onder de namen Rund um den Henninger Turm en GP Frankfurt – was een eendaagse wielerwedstrijd voor mannen die werd verreden op 1 mei 2019. De wedstrijd was onderdeel van de UCI World Tour 2019, en had de classificatie 1.UWT. Titelverdediger was de Noor Alexander Kristoff. Winnaar van deze editie was de Duitser Pascal Ackermann.

## Deelnemers
| WorldTour              | ProContinentaal          |
| ---------------------- | ------------------------ |
| AG2R La Mondiale       | Arkéa Samsic             |
| Astana Pro Team        | Cofidis                  |
| Bahrain-Merida         | Gazprom-RusVelo          |
| BORA-hansgrohe         | Israel Cycling Academy   |
| CCC Team               | Neri-Selle Italia-KTM    |
| Team Dimension Data    | Roompot-Charles          |
| Team Katjoesja Alpecin | Sport Vlaanderen-Baloise |
| Lotto Soudal           | Total Direct Énergie     |
| EF Education First     | Wallonie-Bruxelles       |
| Team Sunweb            | Wanty-Groupe Gobert      |
| Trek-Segafredo         |                          |
| UAE Team Emirates      |                          |

## Uitslag
| Rund um den Finanzplatz Eschborn-Frankfurt 2019 |                     |                        |          |
| Plaats                                          | Naam                | Ploeg                  | Tijd     |
| Winnaar                                         | Pascal Ackermann    | BORA-hansgrohe         | 4u23'36" |
| 2                                               | John Degenkolb      | Trek-Segafredo         | z.t.     |
| 3                                               | Alexander Kristoff  | UAE Team Emirates      | z.t.     |
| 4                                               | Davide Cimolai      | Israel Cycling Academy | z.t.     |
| 5                                               | Hugo Hofstetter     | Cofidis                | z.t.     |
| 6                                               | Baptiste Planckaert | Wallonie-Bruxelles     | z.t.     |
| 7                                               | Davide Gabburo      | Neri-Selle Italia-KTM  | z.t.     |
| 8                                               | Lawrence Naesen     | Lotto Soudal           | z.t.     |
| 9                                               | Marco Haller        | Team Katjoesja Alpecin | z.t.     |
| 10                                              | Grega Bole          | Bahrain-Merida         | z.t.     |
|                                                 |                     |                        |          |
| 20                                              | Joris Nieuwenhuis   | Team Sunweb            | z.t.     |

Tour Down Under ·
Great Ocean Road Race ·
Ronde van de Verenigde Arabische Emiraten ·
Omloop Het Nieuwsblad ·
Strade Bianche ·
Parijs-Nice · 
Tirreno-Adriatico · 
Milaan-San Remo ·
Ronde van Catalonië ·
Driedaagse Brugge-De Panne ·
E3 BinckBank Classic ·
Gent-Wevelgem ·
Dwars door Vlaanderen ·
Ronde van Vlaanderen ·
Ronde van het Baskenland ·
Parijs-Roubaix ·
Amstel Gold Race ·
Ronde van Turkije ·
Waalse Pijl ·
Luik-Bastenaken-Luik ·
Ronde van Romandië ·
Eschborn-Frankfurt ·
Ronde van Italië ·
Ronde van Californië ·
Critérium du Dauphiné ·
Ronde van Zwitserland ·
Ronde van Frankrijk ·
Clásica San Sebastián ·
Ronde van Polen ·
RideLondon Classic ·
BinckBank Tour ·
Ronde van Spanje ·
EuroEyes Cyclassics ·
Bretagne Classic ·
GP van Quebec ·
GP van Montreal ·
Ronde van Lombardije ·
Ronde van Guangxi